# Jour du travail
3 fructidor 3 vendémiaire
Le tridi 3e jour complémentaire, officiellement dénommé jour du travail, est le 363e jour de l'année du calendrier républicain.
C'était généralement le 19e jour du mois de septembre dans le calendrier grégorien.

## Événements
- An II : 19 septembre 1794
  - Dans le cadre du pillage systématique de la Belgique par la République française, les premières œuvres d'art saisies arrivent à Paris